# André Michel Lwoff
André Michel Lwoff (Ainay-le-Château, 8 de maio de 1902 — Paris, 30 de setembro de 1994) foi um microbiologista francês.
Foi agraciado com o Nobel de Fisiologia ou Medicina de 1965, por pesquisar mecanismos químicos da transmissão da informação genética.